# MicroLED

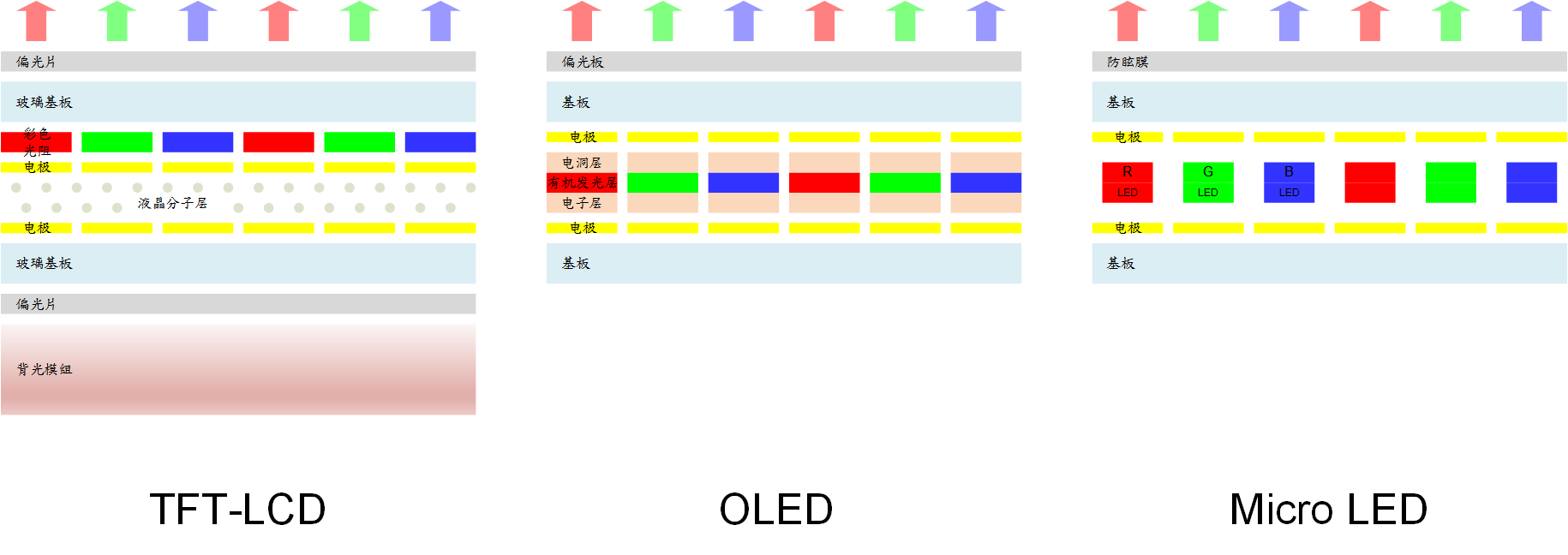
Comparatif des technologies LCD, OLED et MicroLED.

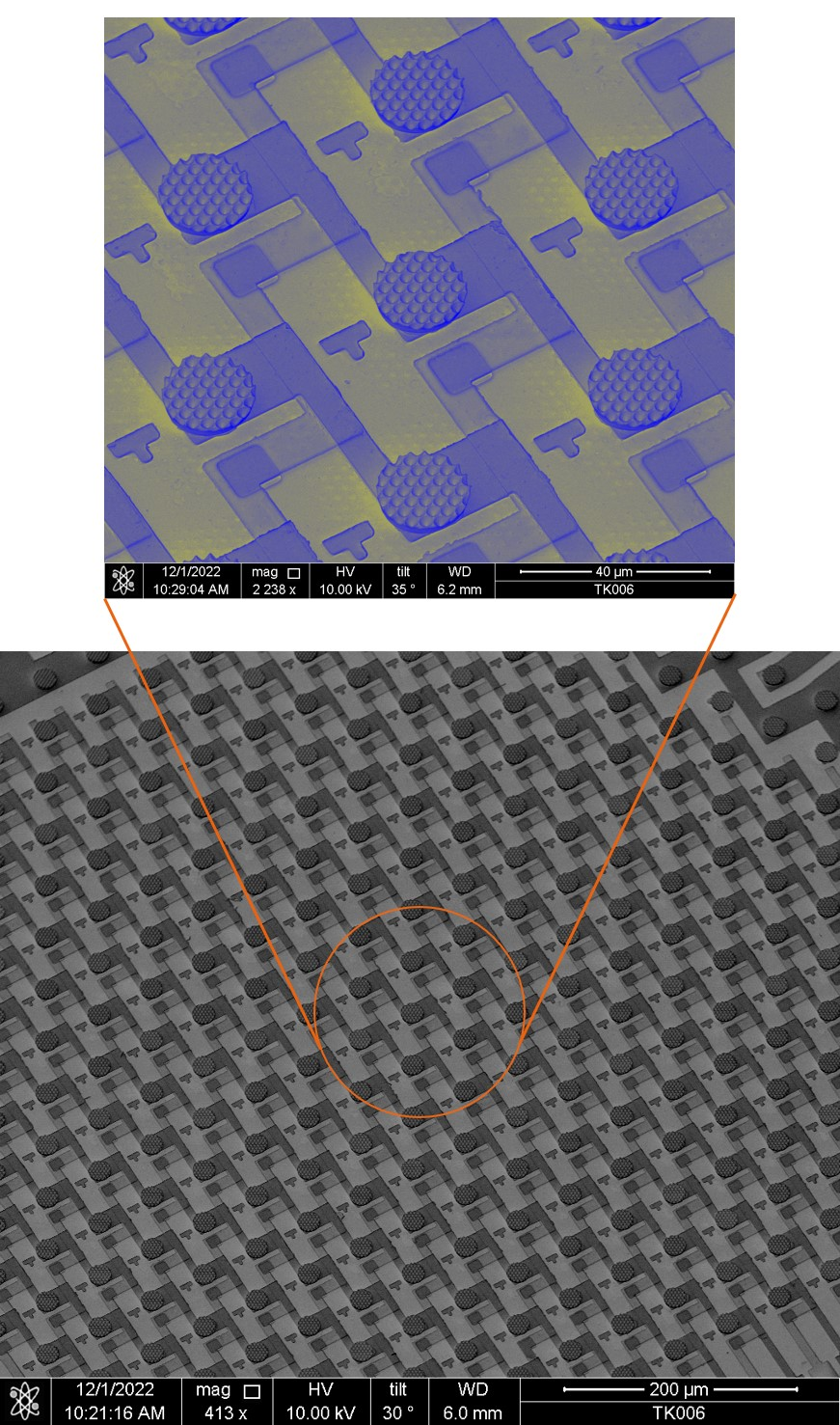
Gallium nitride microLEDs transferred onto a silicon backplane - these optimized for high speed data connections (From Avicena - www.avicena.tech).

MicroLED, aussi connu sous le nom de micro-LED, mLED ou µLED, est une technologie émergente d'écran plat. Comme son nom l'indique, le micro-LED est constitué d'une série de LED microscopiques qui forment des pixels individuels. Chaque micro-LED émet directement la lumière sans avoir besoin de filtres ou de rétroéclairage, mais en 2023, on ne sait pas encore leur faire produire toutes les couleurs du spectre visible et ils sont coûteux.

## Histoire
Le MicroLED a été inventé en 2000 par un groupe de chercheurs autour de Hongxing Jiang et Jingyu Lin à l'université du Kansas. Sony Corporation en a fait une démonstration publique en 2012, mais la technologie est encore trop couteuse pour une diffusion dans le grand public.
Les premiers écrans micro-LED sont présentés par Samsung au CES 2019.
En 2022, Mojo Vision présente son ancien PDG, Drew Perkins avec une lentille de contact de réalité augmentée fabriquée par l'entreprise (minuscule écran microLED vert dont la résolution était de 14 000 pixels par pouce), projet ensuite au moins provisoirement abandonné au profit de petits écrans microLED (ex. : nouveau casque Vision Pro d'Apple offrant deux écrans de près de 23 million de pixels chacun, soit trois fois plus qu'un dispositif haute définition de 4K).
En 2023, des avancées techniques permettent de produire une certaine qualité de rouge (outre le bleu et le vert), mais en perdant un peu d'efficacité énergétique.

## Avantages
Cette technologie a plusieurs avantages par rapport aux écrans LCD ou OLED : plus grande efficacité énergétique ; pic de Luminance supérieur à 100 000 cd/m2 ; temps de réponse inférieur à la microseconde ; bonne résistance aux écarts de température ; longue durée de vie.
Les MicroLED peuvent en outre être de taille nanométriques, et modulées à haute vitesse.
Elles peuvent enfin aussi être à la fois flexibles et transparents (comme les OLED), ce qui permet théoriquement de les intégrer dans une lentille de contact, des verres de lunette, un casque, etc. par exemple pour une vision en réalité augmentée.

## Inconvénients
Les MicroLED ne peuvent pas encore reproduire le spectre lumineux visible, et elles restent difficiles à produire en masse (fabriquer et transférer des LED aussi petites reste un défi), mais la R&D se poursuit, notamment chez des fabricants (Sony, Samsung, LG, BOE, Epistar, PlayNitride, Plessey Semiconductors, Ostendo Technologies…) et dans des laboratoires universitaires.

## Usages
Au début des années 2020, le micro-LED reste principalement destiné à de petits appareils à faible consommation énergétique comme les smartwatches ou les smartphones. On envisage leur utilisation pour des casques de réalité virtuelle ou augmentée.